# Pesqueira
Pesqueira es un municipio brasileño situado en el estado de Pernambuco. Tiene una población estimada, en 2024, de 65 408 habitantes.

## Historia
La historia de Pesqueira comienza alrededor de 1670, con la fundación de una misión de la Congregación del Oratorio por el Padre João Duarte do Sacramento. Dicha misión fue fundada con la tribu cariri llamada Xukuru, que habitaba la sierra de Ororubá (o Urubá, o incluso Ararobá, como aparece en los registros más antiguos). El lugar fue bautizado por el sacerdote como Misión de Nuestra Señora de las Montañas, también llamada Misión de Ararobá, que luego pasó a ser Monte Alegre y finalmente Cimbres, cuando fue elevada a la categoría de villa el 3 de abril de 1762.
A principios del siglo XIX, comenzó a instalarse una finca al pie de la sierra por Manoel José de Siqueira, quien recibió las tierras del "sitio Pesqueiro" como dote de su casamiento con Clara Coelho, hija del entonces capitán mayor de Cimbres, Antônio dos Santos Coelho da Silva, de la finca Jenipapo (ahora un distrito del municipio de Sanharó). La finca se denominó "Pesqueira" (en español, "Pesquera") y comenzó a progresar rápidamente. Tanto fue así que al 13 de mayo de 1836, Pesqueira ya era un lugar muy poblado y fue elevado a la categoría de villa. Pesqueira recibió la sede del municipio de Cimbres (que, por su ubicación en la cima de la sierra, ya no era tan viable para asuntos políticos y comerciales).
En 1880 la villa fue elevada a la categoría de ciudad con el nombre de "Santa Águeda de Pesqueira". Dicha denominación no tuvo éxito y la localidad continuó siendo conocida simplemente como "Pesqueira". La villa de Cimbres se anexó a la nueva ciudad, y juntos, Cimbres y Pesqueira formaron el municipio de Cimbres hasta 1913, cuando "Pesqueira" pasó a ser definitivamente el nombre del municipio, pasando la antigua sede a ser un mero distrito.

## Geografía
Se localiza a una latitud 08°21′28″ S y a una longitud 36°41′45″ O, a una altitud de 654 metros.
Posee un área de 970,44 km².
Administrativamente, el municipio es formado por el distrito sede y por los poblados de Cimbres, Mimoso, Mutuca, Papagayo, Salobro, Ipanema, Cajueiro, Orilla Mar, Gramíneas de Planta y Cacimbão. 

### Relieve
El municipio se encuentra en la unidad geoambiental de la Meseta de la Borborema.

### Vegetación
La vegetación nativa es compuesta por caatinga hipoxerófila.

### Hidrografía
El municipio se encuentra en los territorios de las cuencas hidrográficas de los ríos Ipanema e Ipojuca. Sus principales tributarios son el río Ipojuca y los arroyos de los Pebas, Cana-Brava, del Buey, Santana, Gravatá, Ceguinha, de la Atravessada, del Guerra, Quebra-Roça, del Bálsamo, Baraunas, Liberal, Papagayo, del Bello y Salobro. En la zona existen varios embalses como la represa Pão de Açúcar, la Represa de los Britos y la Represa de Rosas.

## Pueblos indígenas
En la sierra del Ororubá viven los indios Xukuru, en 24 aldeas, con una población de 9000 habitantes. La tierra indígena, homologada en 2001, ocupa un área de 27,5 mil hectáreas, donde los indios desarrollan actividades agrícolas y bordados tipo renacentista.
En el núcleo urbano de Pesqueira, habitan aproximadamente 200 familias indígenas, sobre todo en el barrio Xukurus.
La tribu de los Paratiós fue extinguida y de ella casi no hay registros.

## Personajes ilustres
- Luís Cristóvão dos Santos, escritor y periodista (1916 - 1997)
- Joaquim Arcoverde de Albuquerque Cavalcanti, clérigo católico, primer cardenal brasileño y de América Latina (1850 - 1930)